# أرتور سيسنيروس سالاس
أرتور سيسنيروس سالاس (بالإسبانية: Arturo Cisneros Salas)‏ هو لاعب كرة قدم مكسيكي، ولد في 28 نوفمبر 1978. لعب مع Laval Dynamites ‏.